# Obeza nigromaculata
Obeza nigromaculata är en stekelart som först beskrevs av Peter Cameron 1884.
Obeza nigromaculata ingår i släktet Obeza och familjen Eucharitidae. Inga underarter finns listade i Catalogue of Life.